# هالاوه ۵۱۸

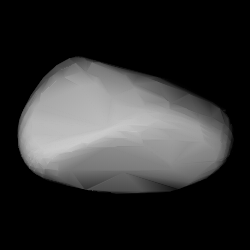
سیارک ۵۱۸

سیارک ۵۱۸ (به انگلیسی: 518 Halawe، نامگذاری:1903MO) پانصد و هجدهمین سیارک کشف شده‌است که در ۲۰ اکتبر ۱۹۰۳ و در هایدلبرگ کشف شد.
قدر مطلق سیارک برابر ۱۱٫۰۰ است.